# Dendrobium unicarinatum
Dendrobium unicarinatum är en orkidéart som beskrevs av Paul J. Kores. Dendrobium unicarinatum ingår i släktet Dendrobium, och familjen orkidéer. Inga underarter finns listade i Catalogue of Life.